# Encaste Saltillo
El encaste Saltillo es un tipo de encaste propio del toro de lidia que deriva de la casta Vistahermosa. Por las particularidades genéticas, registradas por el Ministerio del Interior de España, figura dentro del Libro Genealógico de la Raza Bovina de Lidia, dependiente del Ministerio de Agricultura.
Su nombre se debe a la ganadería brava que estaba en propiedad de Antonio Rueda y Quintanilla, V marqués del Saltillo, que en 1854 creó su ganadería a partir de las compras de reses al militar sevillano José Picavea de Lesaca de la desaparecida ganadería del Conde de Vistahermosa.

## Historia del encaste
Pedro Luis de Ulloa, I conde de Vistahermosa, fundó su ganadería tras haber realizado una serie de compras de ganado a Tomás Francisco Rivas en 1774. Estas adquisiciones servirían para que sus herederos empezaran a fijar un tipo de toro acorde a la tauromaquia de finales del siglo XVIII, siendo más pequeños que el resto de las castas del toro bravo y más propicios para el toreo de muleta. Hacia 1824, los herederos de la Casa de Vistahermosa empezarán a vender la ganadería, haciéndolo en distintos lotes.
Una de las partes fue a parar a un tratante de ganado de Jerez de la Frontera, Salvador Varea Moreno, quien mantuvo la ganadería durante pocos años ya que, en 1827 la vendería a Pedro José Picavea de Lesaca, un militar retirado y afincado en Sevilla, que consiguió mantener la fama y el reconocimiento público de los toros de Vistahermosa. Muerto el ganadero en 1830, su viuda, Isabel Montemayor, conocida como la Viuda de Lesaca, pasará a regentar la empresa ganadera al menos hasta que en 1849 asuma las riendas de la vacada.
Unos años más tarde, en 1854, Picavea de Lesaca se deshizo de la ganadería familiar, vendiéndosela a Antonio Rueda y Quintanilla, V marqués del Saltillo. García Sánchez señala la importante selección que inició el nuevo propietario de la vaca, "logrando un tipo de toro que pronto alcanzó gran prestigio y al que se unió una acusada personalidad, reconocidos tanto por su aspecto externo como por su temperamento".
A principios del siglo XX será cuando los herederos del marqués del Saltillo iniciarán los contactos con el campo bravo mexicano, a quienes venderán distintos lotes de reses y que darán lugar a hierros como Piedras Negras, por la compra de 10 vacas y 2 sementales de Lubín Rodríguez; o San Mateo, tras la compra que harán los hermanos Llaguno a través de Ricardo Torres Bombita de un lote de seis vacas y dos sementales.

## Características del encaste

### Morfología
El encaste Saltillo dispone de unas características zootécnicas y morfológicas muy específicas que permiten, según la legislación vigente, reconocer la singularidad de los toros de este tronco de la casta Vistahermosa. Cabe señalar los siguientes aspectos:
- Reses de talla y peso medios.
- Predominan perfiles rectos y ocasionalmente subconvexos y subcóncavos.
- La cabeza es estrecha de sienes y alargada (cariavacados), presenta encornaduras dirigidas hacia delante y hacia arriba (veletos, cornivueltos y cornipasos), aunque de longitud corta y poca proporción de pitones.
- Tienen los ojos saltones y presentan habitualmente el llamado hocico de rata (morro afiliado).
- La papada aparece muy poco marcada (degollados), el cuello tiene longitud media y de morrillo escaso.
- El dorso y los lomos son rectos, las extremidades de longitud media, la cola fina y no muy larga.
- Los ejemplares pertenecientes a este encaste presentan pintas cárdenas y negras, destacando la presencia del accidental entrepelado. Excepcionalmente se dan pintas castañas y coloradas (saltillo mexicano).

### Comportamiento
Los toros de encaste Saltillo está caracterizado por su comportamiento durante la lidia, basado en una bravura muy temperamental, complicados fruto del genio y la inteligencia que desarrollan durante de la lidia así como la capacidad de humillar y repetir en la embestida. Según el ganadero José Joaquín Moreno Silva, "lo mejor que tiene Saltillo es la fijeza, la humillación y la transmisión, es un toro que no te deja indiferente para bueno o para malo".

## Ganaderías relacionadas
| Hierro           | Nombre                                               | Antigüedad | Finca                  | Localidad     | Provincia | País   | Filiación | Estado       | Ref.   |
| ---------------- | ---------------------------------------------------- | ---------- | ---------------------- | ------------- | --------- | ------ | --------- | ------------ | ------ |
|                  | Saltillo (Marqués del Saltillo)                      | 14-07-1845 | La Vega                | Peñaflor      | Sevilla   | España | UCTL      | Activo       | [ 11 ] |
| Molino Chirrión  | Saltillo (Marqués del Saltillo)                      | 14-07-1845 | Constantina            |               | Sevilla   | España | UCTL      | Activo       | [ 11 ] |
|                  | José Joaquín Moreno Silva (Alonso Moreno de la Cova) | 12-10-1948 | -                      | -             | -         | España | -         | Desaparecida | [ 12 ] |
|                  | Moreno Miura (Javier Moreno de la Cova)              | -          | El Coscalejo           | Palma del Río | Córdoba   | España | -         | Desaparecida |        |
|                  | San Martín                                           | 19-05-1999 | La Zarzuela            | Calzadilla    | Cáceres   | España | UCTL      | Activo       | [ 13 ] |
|                  | Herederos de Miguel Zaballos Casado                  | 22-07-1967 | Cabeza Diego           | Sando         | Salamanca | España | UCTL      | Activo       | [ 14 ] |
| Valdecoba        | Herederos de Miguel Zaballos Casado                  | 22-07-1967 | Doñinos de Ledesmas    |               | Salamanca | España | UCTL      | Activo       | [ 14 ] |
| Villar de Álamos | Herederos de Miguel Zaballos Casado                  | 22-07-1967 | Aldehuela de la Bóveda |               | Salamanca | España | UCTL      | Activo       | [ 14 ] |
|                  | Piedras Negras                                       | 1874       | Piedras Negras         | Tetla         | Tlaxcala  | México | ANCTL     | Activo       | [ 6 ]  |